# Hovmantorps församling
Hovmantorps församling var en församling i Lessebo-Hovmantorps pastorat i Njudung-Östra Värends kontrakt i Växjö stift och i Lessebo kommun, Kronobergs län. 2021 uppgick församlingen i Lessebo församling.
Församlingskyrka var Hovmantorps kyrka.

## Administrativ historik
Församlingen har medeltida ursprung.
Församlingen bildade pastorat med Furuby församling fram till 1961. År 1961 utbröts ur församlingen Lessebo församling som sedan ingick i pastoratet. År 1992 bildade församlingen pastorat med Ljuders församling för att 2010 uppgå i Lessebo-Hovmantorps pastorat. Från 1942 till 1961 var församlingen uppdelad i två kyrkobokföringsdistrikt, Hovmantorps kbfd (076201) och Lessebo kbfd (076100).. År 2021 uppgick församlingen i Lessebo församling.

## Kyrkoherdar
| 1322      | Agmundus                     |           |                                           |
| 1545–1575 | Peder Nilsson                |           |                                           |
| 1575–1597 | Sveno Torchilli              |           |                                           |
| 1598–1602 | Haraldus Jonae               |           |                                           |
| 1602–1614 | Lars Björnsson               |           |                                           |
| 1614–1658 | Johannes Magni               | 1580–1660 |                                           |
| 1658–1671 | Petrus Petri Lacander        | 1605–1671 |                                           |
| 1671–1677 | Magnus Petri Nicander        | –1677     |                                           |
| 1678–1687 | Isaacus Widebeck             | –1687     |                                           |
| 1688–1702 | Nicolaus Lavelius            | 1658–1702 |                                           |
| 1703–1730 | Laurentius Siggonius         | 1666–1739 |                                           |
| 1731–1742 | Lars Granbeck                |           | Senare kyrkoherde i Tolgs församling.     |
| 1742–1778 | Nils Lundebergh              | 1712–1778 |                                           |
| 1779–1820 | Håkan Ekeberg                | 1730–1820 |                                           |
| 1820–1835 | Lars Peter Camberg           | 1763–1835 |                                           |
| 1836–1850 | Gustaf Enoch Rosengren       | 1789–1850 |                                           |
| 1851–1888 | Peter Andersson              | 1801–1888 |                                           |
| 1889–1917 | Sven Oscar Salomon Hagelberg | 1845–1917 |                                           |
| 1917–1928 | Emil Emanuel Möllerberg      | 1859–1928 |                                           |
| 1928–     | Otto Johansson               |           | Senare kyrkoherde i Hinneryds församling. |